# Cedicoides pavlovskyi
Cedicoides pavlovskyi är en spindelart som först beskrevs av Sergei Aleksandrovich Spassky 1941.  Cedicoides pavlovskyi ingår i släktet Cedicoides och familjen vattenspindlar. Inga underarter finns listade i Catalogue of Life.